# Ginevra Taddeucci
Ginevra Taddeucci (Florença, 3 de maio de 1997) é uma nadadora italiana.

## Carreira
Ela nasceu em Florença, Itália, e mora em Lastra a Signa e costumava treinar em Empoli.
Taddeucci foi medalhista de prata no Campeonato Europeu de Esportes Aquáticos de 2024 na natação aberta feminina de 5 km. Ela também foi medalhista de prata no evento por equipe no Campeonato, realizado na Sérvia.
Ela ganhou uma medalha de bronze na natação aberta de 10 km nas Olimpíadas de Paris de 2024.